# اچ‌ام‌اس گیسبوروگ (جی۵۲)
اچ‌ام‌اس گیسبوروگ (جی۵۲) (به انگلیسی: HMS Guysborough (J52)) یک زیردریایی بود که طول آن ۱۷۴ فوت (۵۳٫۰ متر) بود. این زیردریایی در سال ۱۹۴۱ ساخته شد.